# سارة والش
سارة والش (بالإنجليزية: Sarah Walsh)‏ (11 يناير 1983 في أستراليا - ) هي لاعبة كرة قدم أسترالية في مركز الهجوم، شاركت في الألعاب الأولمبية الصيفية 2004. وشاركت مع منتخب أستراليا لكرة القدم للسيدات. أما مع النوادي، فقد لعبت مع سكاي بلو وسيدني إف سي ونادي وسترن سيدني واندررز وSaint Louis Athletica ‏ وسيدني إف سي ‏ وNew South Wales Institute of Sport ‏ وPali Blues ‏ وFNSW NTC ‏ ووسترن سيدني واندررز.

## وصلات خارجية
- سارة والش على موقع الاتحاد الدولي (مؤرشف)  (الإنجليزية)
- سارة والش على موقع قاعدة بيانات كرة القدم.إي يو (الإنجليزية)
- سارة والش على موقع Soccerway.com (الإنجليزية)
- سارة والش على موقع أوليمبيديا (الإنجليزية)
- سارة والش على موقع اللجنة الأولمبية الأسترالية (الإنجليزية)